# Dr. Broadway
Dr. Broadway é um filme de mistério estadunidense dirigido por Anthony Mann e estrelado por Macdonald Carey, Jean Phillips, Eduardo Ciannelli, Richard Lane, J. Carrol Naish, Joan Woodbury e Arthur Loft. Foi lançado em 9 de maio de 1942, pela Paramount Pictures.

## Enredo
O Doutor Timothy "Doc" Kane, apelidado de "Dr. Broadway", se vê envolvido no assassinato de Vic Telli, que lhe confiou a missão de encontrar sua filha Margie Dove, que ele não via desde os seis anos de idade.

## Elenco
- Macdonald Carey como Dr. Timothy Kane / Dr. Broadway
- Jean Phillips como Connie Madigan
- Eduardo Ciannelli como Vic Telli
- Richard Lane como Sargento da Polícia Patric
- J. Carrol Naish como Jack Venner
- Joan Woodbury como Margie Dove
- Arthur Loft como Capt. Mahoney
- Warren Hymer como Maxie the Goat
- Frank Bruno como Marty Weber
- Sid Melton como Louie La Conga
- Olin Howland como Professor
- Gerald Mohr como Red
- Abe Dinovitch como Benny
- Thomas W. Ross como Magistrado
- Charles C. Wilson como Procurador Distrital McNamara
- Spencer Charters como Oscar Titus
- Mary Gordon como Broadway Carrie
- Jay Novello como Greeny
- John Gallaudet como Al
- Al Hill como Jerry
- Edward Earle como Hayes (sem créditos)
- John Hamilton como Joe (sem créditos)